# The Blood Brothers
The Blood Brothers är ett amerikanskt experimentellt post-hardcoreband bildat 1997 i Redmond, Washington, men bandet flyttade senare till Seattle. Det bestod då av Jordan Blilie (sång), Johnny Whitney (sång), Cody Votolato (gitarr), Morgan Henderson (bas) och Mark Gajadhar (trummor). The Blood Brothers splittrades oktober 2007 efter tio års aktivitet. Bandet återförenades 2014.

## Diskografi
Studioalbum
- 2000 – This Adultery Is Ripe
- 2002 – March on Electric Children
- 2003 – ...Burn, Piano Island, Burn
- 2004 – Crimes
- 2006 – Young Machetes

EP
- 1997 - The Blood Brothers
- 1998 - Home Alive Benefit 98 (delad EP med Stiletto)
- 2006 - Love Rhymes With Hideous Car Wreck
- 2007 - Set Fire to the Face on Fire
- 2007 - Laser Life

Singlar
- 1999 - Data Perversion / IRC to the CIA / Battleship (delad singel med Milemarker)
- 2002 - Ambulance / USA Nails / At the Waterfront (promo)
- 2003 - Ambulance vs. Ambulance / Pink Tarantulas
- 2005 - Love Rhymes With Hideous Car Wreck

Samlingsalbum
- 2004 – Rumors Laid Waste